# Jorge Espadas Galván
Jorge Arturo Espadas Galván (León de Los Aldama, Guanajuato, 8 de septiembre de 1975) es un político mexicano, integrante del Partido Acción Nacional (PAN). Ha sido diputado federal para el periodo de 2018 a 2021 y reelegido de 2021 a 2024.

## Biografía
Es licenciado en Derecho egresado de la Universidad de León, cuenta con estudios de posgrado en varios temas, entre los que están Los Retos del Constitucionalismo en el siglo XXI, en Derecho Constitucional, en Introducción al Derecho Parlamentario, en Derechos Fundamentales y Garantías Constitucionales, y en Derechos Fundamentales. Se ha desempeñado como docente de derecho constitucional y derecho civil.
A partir de 2000 y hasta 2021 ha ejercido su carrera profesional como abogado litigante. De 2004 a 2015 laboró en el Congreso del Estado de Guanajuato, donde fue de 2004 a 2009 subdirector de Apoyo Parlamentario y secretario técnico de las comisiones de Gobernación y Puntos Constitucionales, y Responsabilidades del Congreso; de 2009 a 2012 coordinador de asesores del Grupo Parlamentario del PAN; y, de 2013 a 2015 secretario general del Congreso de Guanajuato.
Es miembro activo del PAN desde 2005, en el partido fue integrante del comité municipal en León de 2008 a 2010, en las elecciones de 2012 fue candidato del PAN a diputado por el Distrito 6 local, pero no logró la victoria que correspondió a su competir de la coalición PRI-PVEM. En 2012 fue integrante de la Comisión Permanente Estatal del partido y de 2017 a 2018 representante propietario del PAN ante el consejo general del Instituto Electoral del Estado de Guanajuato y ante la Junta Local Ejecutiva del Instituto Nacional Electoral.
En 2018 fue postulado candidato de la coalición Por México al Frente a diputado federal por el Distrito 11 de Guanajuato. Resultó triunfador en el proceso electoral, siendo elegido a la LXIV Legislatura de dicho año al de 2021, en ella fue secretario de la comisión de Gobernación y Población; e integrante de las comisiones de Régimen, Reglamentos y Prácticas Parlamentarias; de Seguridad Pública; y, de Trabajo y Previsión Social.
Se separó del cargo del 4 de abril al 11 de junio de 2021 para ser candidato a la reelección por el mismo distrito postulado por el PAN. Resultó ganador de la elección constitucional, siendo elegido a la LXV Legislatura que concluyó en 2024. En ella, fue secretario de las comisiones de Gobernación y Población; y, de Puntos Constitucionales; así como integrante de las comisiones de Reforma Política-Electoral; y, de Desarrollo Urbano y Ordenamiento Territorial.